# Emil Genetz
Karl Emil Moritz Genetz (24 de octubre de 1852 - 1 de mayo de 1930) fue un compositor finlandés de obras corales patrióticas, de éxito mayoritariamente entre vertientes militares y promilitaristas.
Genetz nació en Impilahti, Finlandia (ahora en la República de Karelia ). Se empleó profesionalmente como profesor de idiomas escandinavos , pero ganó protagonismo por sus composiciones corales. Después de estudiar química y derecho en la Universidad de Helsinki, se convirtió en cantante de la Ópera de Finlandia y viajó con una beca estatal para estudiar en el Conservatorio de Dresde de 1875 a 1877, periodo en donde fue ganando lentamente mayor importancia por sus pequeñas composiciones presentadas ante su compañía y personas del ámbito. Pasó un tiempo en varias ciudades de Finlandia, incluidas Hämeenlinna, Helsinki y Hamina, trabajando como profesor de alemán, componiendo obras patrióticas y dirigiendo coros. Murió en Helsinki en 1930. Muchas de sus obras todavía son bien conocidas en la Finlandia moderna.
James Fuld en su The Book of World-Famous Music señala que los dos primeros compases de Genetz' Herää Suomi! (Arise Finland!) para coro masculino, publicado en 1882, son casi idénticos a la melodía principal de Finlandia de Jean Sibelius de 1900, durante la cual el Gran Ducado de Finlandia era parte del Imperio Ruso, lo que hace pensar en lo descaradamente revolucionario contra el régimen zarista fue la pieza orquestal sin palabras de Sibelius.